# A Sailor Moon betétzenéinek listája
A Sailor Moon anime mind az öt évadához és a mozifilmekhez saját betétdalok készültek. Ezek egy része mindegyik részben felbukkan, vannak azonban speciális dalok is. Közös jellemzőjük, hogy az instrumentális, aláfestő zenét Ariszava Takanori szerezte, az énekelt dalokban pedig Japán neves J-pop-előadói, illetve a szinkronszínészek is közreműködtek.

## Aláfestő zenék
Ariszava Takanori, a neves japán zeneszerző készítette a Sailor Moon-sorozat aláfestő zenéjét, méghozzá nagyzenekari kíséret és elektronikus hangszerek vegyes használatával. A sorozat egyes évadai és a mozifilmek külön témákat kaptak, ezek jellemzően egy-egy fő dallam variációi. A kilencvenes években tíz CD-n (az úgynevezett "Sailor Moon Memorial Music Box"-on) meg is jelentek ezek.
- Az első lemezen találhatóak azok a zenék, melyek az első évadban tűntek fel, de később is előszeretettel használták őket. Itt hallható többek közt a négy évad főcímdalaként ismert "Moonlight Densetsu" és a "Heart Moving", melynek dallama több aláfestő zenében visszaköszön.

- A második lemezen túlnyomórészt olyan dalok hallhatóak, melyek kizárólag az első évadra jellemzőek. Köztük van a "Moon Princess" is, mely az évad második felének végefőcíme lett.

- A harmadik lemez a második évadhoz készített aláfestő zenéket tartalmazza, s köztük van az "Otomoe No Policy" is, amely nemcsak végefőcím, de dallama visszaköszön több zenében is.

- A negyedik lemez a harmadik évad aláfestő zenéit tartalmazza. Köztük van a "Tuxedo Mirage" is, amely végefőcím, és több aláfestő dalban is visszaköszön a dallama.

- Az ötödik lemez a negyedik évad zenéit tartalmazza. Köztük van a "Watashi-tachi Ni Naritakute" is, amely nemcsak végefőcím, de dallama visszaköszön témaként több dalban is.

- A hatodik és a hetedik lemez egyaránt az ötödik évadhoz készült. Az aláfestő zenéken kívül az új főcím, a "Sailor Star Song" is hallható rajta.

- A nyolcadik lemez a "Sailor Moon R" mozifilm betétdalait tartalmazza, köztük a "Moon Revenge" című főcímdalt.

- A kilencedik lemez a "Sailor Moon S" mozifilm betétdalait tartalmazza.köztük a "Moonlight Destiny" című főcímdalt.

- A tizedik lemez a "Sailor Moon SuperS" mozifilm betétdalait tartalmazza.

## Sailor Moon Memorial Song Box
A sorozattal egy időben megjelent egy hatlemezes válogatás is, melyen nem az instrumentális aláfestő dalok domináltak, hanem az énekesek. A főcímdalok és végefőcímek mellett olyan számiok hallhatóak még rajtuk, melyek egy-egy epizódban különlegesek voltak, és egyértelműen beazonosíthatóak.

### Első lemez: TV Series Theme Song Collection
A lemezen az öt évad összes főcímdala és végefőcíme hallható, teljes hosszában, mellékelt karaoke változattal.
1. DALI – Moonlight Densetsu (az első két évad főcímdala)
2. Miszé Takamacu – Heart Moving (az első évad egyik végefőcíme)
3. Usió Hasimotó – Princess Moon (az első évad másik végefőcíme)
4. Jokó Isida – Otomoe No Policy (a második évad végefőcíme)
5. Moon Lips – Moonlight Densetsu (a harmadik és negyedik évad főcímdala)
6. Peach Hips – Tuxedo Mirage (a harmadik évad végefőcíme)
7. Mivakó Fudzsitani – Watashi-tachi Ni Naritakute (a negyedik évad egyik végefőcíme)
8. Meu – Rashiku Ikimasho (a negyedik évad másik végefőcíme)
9. Kae Hanazava – Sailor Star Song (az ötödik évad főcíme)
10. Arisza Mizuki – Kaze Mo Sora Mi Kitto (az ötödik évad végefőcíme)

### Második lemez: az első évad dalai
Az első évad emlékezetes dalai hallhatóak ezen a lemezen, mely 2010-ben újra megjelent.
1. Kotonó Micuisi – Ai Kotoba wa Moon Prism Power Make-Up!
2. Apple Pie -  Princess Moon
3. Aja Hiszakava & Micsie Tomizava – Hottokenai Yo
4. Apple Pie – Ai no Energy wo Ubae (Steal Love Energy)
5. Apple Pie – Tuxedo Night
6. Apple Pie – Luna!
7. Kotonó Miciusi, Aja Hiszakava, Micsie Tomizava – Tsukini Kawatte Oshioki yo
8. Apple Pie – Maboroshi no Ginzuishou
9. Kotonó Micuisi – Yumemiru dake ja Dame?
10. Aja Hiszakava – Someday... Somebody...
11. Micsie Tomizava – Eien no Melody
12. Emi Sinohara – Anata no Sei Janai
13. Rika Fukami – Anata no Yume wo Mita wa
14. Toru Furuja – Toki wo Koete...
15. Micuisi Kotonó & Toru Furuja – You're Just My Love

### Harmadik lemez: Sailor Moon R + Best Movie Songs
Ezen az albumon nemcsak a második évad legismertebb dalai hallhatóak, hanem válogatás is található rajta a mozifilmek dalaiból. A dalok előadói közt megtalálható a "Peach Hips" nevű formáció, melyet nem mások alkotnak, mint az öt harcoslányt szinkronizáló színésznők.
1. Jokó Isida – Suki to Itte
2. Kotonó Micuisi – I am Sailor Moon
3. Aja Hiszakava – Onaji Namida wo Wakeatte
4. Micsie Tomizava – Fire Soul Love
5. Toru Furuja – Dakishimete Itai
6. Emi Sinohara – Starlight ni Kiss Shite
7. Rika Fukami – Route Venus
8. Jokó Isida – Ai no Senshi (a 68. epizódban hallható teljes hosszában)
9. Peach Hips – Moon Revenge (az "R" mozifilm betétdala)
10. Peach Hips – I am Sailor Moon
11. Hirokó Aszakava – Moonlight Destiny (az "S" mozifilm betétdala)
12. Hirokó Aszakava – Sailor Team No Theme
13. Pretty Cast – Morning Moon de Aimashou (a "SuperS" film betétdala)
14. Pretty Cast – Sanji no Yosei

### Negyedik lemez: Sailor Stars Song Collection
Ezen az albumon az ötödik évadból ismert dalok hallhatóak. Köztük néhányat a sorozatban is szereplő kitalált együttes, a "Three Lights" jegyez. Az ő énekhanjuk értelemszerűen a sorozatbeli szinkronszínészük.
1. Peach Hips – Sailormoon Christmas
2. Micukó Horie – Golden Queen Galaxia
3. Three Lights – Nagareboshi he (Search For Your Love)
4. Three Lights – Todokanu Omoi
5. Sihó Níjama – Ginga Ichi Mibun Chigai na Kataomoi
6. Narumi Cunoda – Chikara wo Awasete
7. Csika Szakamotó – Mayonaka Hitori
8. Risa Ooki – Initial U
9. Maszakó Katszui – Senshi no Omoi
10. Kae Araki – Bai bai tte Itta
11. Micsie Tomizava – Honoo no Sogekimono
12. Aja Hiszakava – Ashita mo mata Jitensha
13. Emi Sinohara – We Believe You
14. Rika Fukami – Ai no Megami no How To Love
15. Kotonó Micuisi – Ai wo Shinjiteru
16. Kae Hanazava – Motto Suteki Na Asa Ga Kuru Yo

### Ötödik lemez
Ez az album, egyedülálló módon, kizárólag szövegeket tartalmaz, egyes szereplőktől kölcsönözve. Mindenkihez tartozik egy "prologue" és egy "poem", azaz kettő darab hangfájl.

### Hatodik lemez
Az albumon az előző öt lemezen megtalálható dalok némelyikének karaoke változata hallható.
1. Moon Revenge
2. I am Sailormoon
3. Moonlight Destiny
4. Sailor Team no Theme
5. Morning Moon de Aimasho
6. Sanji no Yosei
7. Motto Suteki Na Asa Ga Kuru Yo
8. Ai kotoba wa Moon Prism Power Makeup!
9. Hottokenai yo
10. Tsukini Kawatte Oshioki Yo
11. Yume Miru Dakeja Dame
12. Someday...Somebody...
13. Eien no Melody
14. Anata no Seijanai
15. Anata no Yume wo Mitawa
16. You're Just My Love